# Samoa aux Jeux paralympiques d'été de 2016
Le Samoa participe aux Jeux paralympiques d'été de 2016 à Rio de Janeiro. Elle est représentée par 2 athlètes en athlétisme.

## Athlétisme

### Hommes

#### Concours
| Athlète       | Catégorie | Épreuve | Qualifications | Qualifications | Finale      | Finale |
| Athlète       | Catégorie | Épreuve | Performance    | Rang           | Performance | Rang   |
| ------------- | --------- | ------- | -------------- | -------------- | ----------- | ------ |
| Alefosio Laki | F37       | Disque  | -              | -              | 33,53 m     | 12e    |

### Femmes

#### Concours
| Athlète      | Catégorie | Épreuve | Qualifications | Qualifications | Finale      | Finale |
| Athlète      | Catégorie | Épreuve | Performance    | Rang           | Performance | Rang   |
| ------------ | --------- | ------- | -------------- | -------------- | ----------- | ------ |
| Maggie Aiono | F43-44    | Disque  | -              | -              | 19,56 m     | 11e    |